# Oligota picipes
Oligota picipes är en skalbaggsart som först beskrevs av Stephens 1832.  Oligota picipes ingår i släktet Oligota, och familjen kortvingar. Arten har ej påträffats i Sverige.